# Athearnia anthonyi
Athearnia anthonyi, espécie de gastrópodes da família Pleuroceridae.
É endémica dos Estados Unidos da América.